# Jorge Calado
Jorge Calado   (Àfrica Oriental Portuguesa, 7 de juny de 1942) és un exfutbolista moçambiquès de la dècada de 1970.
Pel que fa a clubs, destacà a SL Benfica. També jugà a Boston Minutemen i Rochester Lancers als Estats Units. retirant-se el 1981, als 39 anys.